# Vatica hullettii
Espèce
Classification phylogénétique
Statut de conservation UICN

 VU  : Vulnérable
 Vatica hullettii est un petit arbre sempervirent endémique de Malaisie péninsulaire appartenant à la famille des dipterocarpaceae

## Description
Vatica hullettii est un petit arbre sempervirent endémique de la péninsule malaise. Il peut atteindre une hauteur d'environ 15 mètres. Les feuilles sont étroites et elliptiques, mesurant entre 9 et 30 cm de longueur et 2 à 9 cm de largeur. Elles sont coriaces et souvent légèrement bombées. Les inflorescences sont des panicules pouvant atteindre 15 cm de longueur, ramifiées de manière irrégulière et étroites.

## Répartition
Cet arbre se trouve principalement dans les forêts de dipterocarps de plaine de la péninsule malaise, notamment dans les États de Johor, Pahang, Negeri Sembilan et Selangor.

## Préservation
Vatica hullettii est classé comme vulnérable (VU) sur la liste rouge de l'UICN en raison de la déforestation et de l'exploitation forestière.

## Utilisation
Les arbres de cette espèce sont souvent exploités pour leur bois, utilisé dans la construction et la fabrication de meubles.